# Alegeri locale în Chișinău, 2007
Alegerile locale din Chișinău din anul 2007 au avut loc în două tururi, pe 3 iunie (I tur) și pe 17 iunie (al II-lea tur). În urma celui de-al doilea tur, în calitate de primar pentru primul mandat (2007–11), a fost ales candidatul liberalilor, Dorin Chirtoacă.

## Rezultate

### I tur
| #   | Candidat             | Partid                                         | Voturi                               | %                                    |
| --- | -------------------- | ---------------------------------------------- | ------------------------------------ | ------------------------------------ |
| 1.  | Veaceslav Iordan     | Partidul Comuniștilor din Republica Moldova    | 59.241                               | 27,62                                |
| 2.  | Ion Mereuță          | Partidul Umanist                               | 6.176                                | 2,88                                 |
| 3.  | Leonid Bujor         | Alianța „Moldova Noastră”                      | 20.914                               | 9,75                                 |
| 4.  | Vlad Filat           | Partidul Liberal Democrat                      | 17.812                               | 8,30                                 |
| 5.  | Dorin Chirtoacă      | Partidul Liberal                               | 52.278                               | 24,37                                |
| 6.  | Zinovia Zorina       | Partidul Conservator                           | 1.359                                | 0,63                                 |
| 7.  | Alexandru Corduneanu | Partidul Popular Creștin Democrat              | 12.346                               | 5,76                                 |
| 8.  | Valentin Crîlov      | Blocul electoral „Patria-Родина – Равноправие” | 5.795                                | 2,70                                 |
| 9.  | Eduard Mușuc         | Partidul Social Democrat                       | 6.432                                | 3,00                                 |
| 10. | Corneliu Ciurea      | Partidul Social-Liberal                        | 1.636                                | 0,76                                 |
| 11. | Vitalia Pavlicenco   | Partidul Național Liberal                      | 4.696                                | 2,19                                 |
| 11. | Svetlana Mîslițchi   | Partidul Popular Republican                    | 2.677                                | 1,25                                 |
| 12. | Ludmila Bolboceanu   | Partidul European                              | 1.106                                | 0,52                                 |
| 13. | Dumitru Braghiș      | Partidul Democrației Sociale                   | 17.056                               | 7,95                                 |
| 14. | Petru Bodarev        | independent                                    | 2.664                                | 1,24                                 |
| 15. | Ilie Bujenița        | Partidul Ecologist “Alianța Verde” din Moldova | 884                                  | 0,41                                 |
| 16. | Mihai Petrache       | Uniunea Centristă din Moldova                  | 806                                  | 0,38                                 |
| 17. | Valentina Țapiș      | Partidul Legii și Dreptății                    | 617                                  | 0,29                                 |
| 18. | Mihai Roșcovan       | independent                                    | s-a retras din competiția electorală | s-a retras din competiția electorală |
| #   | Total                | (rata de participare – 37,17%)                 | 219.810                              | 100                                  |
|     |                      | Voturi valide                                  | 214.495                              | 97,58                                |
|     |                      | Voturi invalide                                | 5.314                                | 2,42                                 |

- Notă: Listă conform ordinii în care s-au înscris candidații[1]

### Al II-lea tur
| #  | Candidat         | Partid                                      | Voturi  | %     |
| -- | ---------------- | ------------------------------------------- | ------- | ----- |
| 1. | Veaceslav Iordan | Partidul Comuniștilor din Republica Moldova | 82.653  | 38,83 |
| 2. | Dorin Chirtoacă  | Partidul Liberal                            | 130.181 | 61,17 |
| #  | Total            | (rata de participare – 36,26%)              | 214.828 | 100   |
|    |                  | Voturi valide                               | 212.834 | 98,35 |
|    |                  | Voturi invalide                             | 1.994   | 1,65  |